# Coupe des nations de rink hockey 1923
Navigation
Coupe des nations 1922 Coupe des nations 1924
La Coupe des nations de rink hockey 1923 est la 3e édition de la compétition. La coupe se déroule en avril 1923 à Montreux.

## Déroulement
La compétition oppose deux équipes sur trois matchs.

## Résultat
| Match | Équipe      | Résultat | Équipe     |
| ----- | ----------- | -------- | ---------- |
| 1re   | HC Montreux | 2-4      | Angleterre |
| 2e    | HC Montreux | 4-6      | Angleterre |
| 3e    | HC Montreux | 2-8      | Angleterre |
|       |             |          |            |
| Tot   | HC Montreux | 8-18     | Angleterre |

## Classement final
| Vainqueur du tournoi de Montreux 1923 |
| ------------------------------------- |
| Angleterre 1er                        |